# Erasmus Lee Gardenhire
Erasmus Lee Gardenhire (* 12. November 1815 in Livingston, Tennessee; † 4. April 1899 in Carthage, Tennessee) war ein US-amerikanischer Jurist und Politiker. Er gehörte der Demokratischen Partei an.

## Werdegang
Erasmus Lee Gardenhire studierte Jura und praktizierte nach dem Erhalt seiner Zulassung als Anwalt, zuerst in Livingston (Overton County), dann in Sparta (White County) und zuletzt in Carthage (Smith County). Er saß zwischen 1849 und 1851 im Senat von Tennessee, wo er folgende Counties vertrat: White County, Fentress County, Jackson County, Overton County und Van Buren County. 1853 erlitt er eine Niederlage bei seiner Kandidatur für einen Sitz im US-Repräsentantenhaus. Während seiner Zeit als Herausgeber des Mountain Democrat in Sparta, zwischen 1856 und 1857, nahm er 1856 als Delegierter an der Democratic National Convention teil und fungierte bei der Präsidentschaftswahl von 1856 als Wahlmann für James Buchanan (1791–1868). Zwischen 1858 und 1861 war er Richter am fünften Gerichtsbezirk (Mountain District). Im November 1861 wurde er für den vierten Wahlbezirk von Tennessee in den ersten Konföderiertenkongress gewählt, wo er vom 18. Februar 1862 bis zum 17. Februar 1864 tätig war. Zwischen 1875 und 1877 saß er im Repräsentantenhaus von Tennessee und war 1877 Richter am Court of Arbitration. Er verstarb 1899 in Carthage und wurde dann im Jackson County beigesetzt.

## Familie
Erasmus Lee Gardenhire, zweiter Sohn von Ailsey „Alsey“ Tippett (1792–1873) und Adam Gardenhire (1794–1851), wurde ungefähr neun Monate nach dem Ende des Britisch-Amerikanischen Krieges in der Oak Hill Gemeinde im Overton County geboren und wuchs dort auf. Sein Urgroßvater, Jacob Gardenhire, wanderte im 18. Jahrhundert aus dem Gebiet des Heiligen Römischen Reiches nach Pennsylvania ein. Dessen Sohn, auch Jacob Gardenhire (1750–1824) genannt, ließ sich dann in Virginia nieder. Während des Unabhängigkeitskrieges diente er sieben Jahre lang als Soldat in der Kontinentalarmee unter General George Washington (1732–1799). 1790 zog er nach Tennessee und ließ sich bei Campbell’s Station (Knox County) nieder. In der Folgezeit kämpfte er gegen die dort ansässigen Indianer. Er verstarb im September 1824 im Overton County, wo er 1811 hingezogen war. Adam Gardenhire war ein erfolgreicher Farmer. Infolge seiner Geschäftstüchtigkeit häufte er am Ende ein Vermögen von fünfundsiebzigtausend Dollar an. Er war annähernd 40 Jahre lang ein Methodist, bevor er am 4. August 1851 verstarb. Seine Ehefrau, Aisey Tippett, wurde im Juni 1792 im Rowan County (North Carolina) geboren und wuchs dort auf. Sie war die Tochter von Lucy Cartwright Bierling (1759–1845) und des Farmers Erasmus Lee Tippett (1760–1823), der in den letzten zweieinhalb Jahren des Unabhängigkeitskrieges mitkämpfte. Er bekleidete den Dienstgrad eines Corporals im 2. North Carolina Regiment of Light Dragoons. Ihr Vater besaß etwa vierzig Sklaven, aber niemals eignes Land. Aisey Tippett war annähernd 60 Jahre lang eine Methodistin, bevor sie am 7. April 1873 verstarb. Am 5. Dezember 1839 heiratete Erasmus Lee Gardenhire Miss Mary A. McMillin (1817–1879), Tochter der irischstämmigen Catharine Halsell und James McMillin, der mehrere Male im Repräsentantenhaus von Kentucky saß. Das Paar bekam acht Kinder: James Alexander (1840–1913), Alice Catherine (1843–1923), John Halsell (1845–1920), Mary Catherine (1848–1912), Lucy Ellen (1852–1946), Ada M. (1855–1923), Vulina Rosalee (1857–1943) und Erasmus Lee junior (1864–1865). Die ersten
vier seiner Kinder wurden im Overton County geboren, bevor die Familie in den 1850er Jahren nach Sparta (White County) hinzog. Nach dem Tod seiner Ehefrau heiratete er noch drei weitere Male: May Gwin (1841–1886), welche 3 Tage nach der Eheschließung verstarb, Dora Gwin (1850–1892) und Kezziah Kirkpatrick „Kibbie“ Tinsley (1854–1945).